# Иван Стевановић
Иван Стевановић (рођен 24. јуна 1983 у Чачку) је бивши српски фудбалер. Играо је на позицији десног бека. Надимак овог фудбалера је Роби.

## Клупска каријера
Професионалну каријеру је започео 2003. као играч Борца у коме је и поникао.
Дана 5. јуна 2008. Иван је постао члан ФК Партизан, потписавши уговор на три сезоне, уз могућност продужетка сарадње на још једну сезону. Партизан га је довео као замену за Немању Рнића који је непосредно пре Стевановићевог доласка отишао у белгијски Андерлехт. Изабран је за најбољег десног бека у јесењем делу сезоне Јелен Суперлиге. Пре Партизана Стевановић је играо за чачански Борац и ОФК Београд.
У јулу 2009. потписао је трогодишњи уговор са француским прволигашем Сошоом. За сезону 2010/11. се вратио на једногодишњу позајмицу у Партизан.
Године 2012. је завршио професионалну фудбалску каријеру и посветио се приватном бизнису.

## Репрезентација
Бивши тренер Србије, шпанац Хавијер Клементе га је позвао да 24. новембра 2007. у Београду заигра за репрезентацију против Казахстана (1:0) на квалификационој утакмици за Европско првенство 2008. што је уједно и његов једини наступ за сениорску репрезентацију. За младу репрезентацију Србије и Црне Горе одиграо је 8 утакмица без постигнутог гола.